# Sankta Marias benediktinkloster och kyrka, Zadar

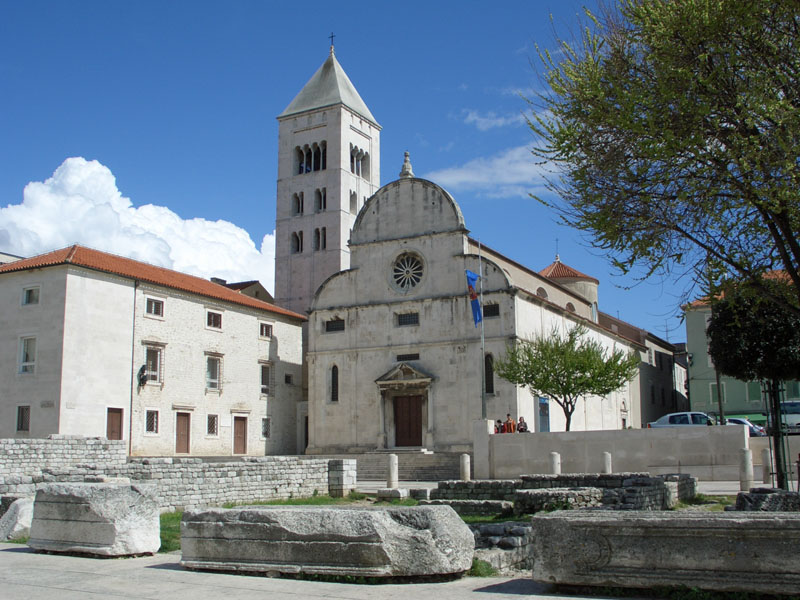
Sankta Marias benediktinkloster och kyrka 2006.

Sankta Marias benediktinkloster och kyrka (kroatiska: Benediktinski samostan i crkva sv. Marije) är ett benediktinkloster och klosterkyrka i Zadar i Kroatien. Det romersk-katolska nunneklostret tillägnat Jungfrun påbörjade uppföras ursprungligen år 1066 och kyrkan omkring år 1072. Byggnadskomplexet bestående av klostret och kyrkan har sedan dess uppförande restaurerats, till- och ombyggts flera gånger. I dess ägo finns Zadars guld och silver, en samling värdefulla kyrkliga föremål som förvaras i klostrets skattkammare och som finns att se i dess permanenta utställning av kyrklig konst.
Sankta Marias benediktinkloster och kyrka ligger vid Forums östra hörn.  

## Historik
Sankta Marias benediktinkloster grundades år 1066 av den lokala adelskvinnan Čika som var halvsyster till den kroatiske kungen Petar Krešimir IV. De båda hade samma mor. Ämbetet som klostrets abbedissa skulle efter Čikas död komma att ärvas av hennes dotter Vekenega som intog tjänsten efter sin make Dobroslavs bortgång omkring år 1072. Vekenega lät bygga den grav i klostrets kapitelhall där hon vilar än idag och initierade bland annat uppförandet av den treskeppiga Sankta Marias kyrka som skulle komma att stå färdig år 1092. Vekenega skulle få uppleva de politiska omvälvningar som drabbade Kroatien och bevittande den ungerske (sedermera kroatisk-ungerske) kungen Kolomans intåg i Zadar. Hon skulle få denne att finansiera slutförandet av Sankta Marias kyrka. Vekenega dog den 27 september 1111 och de latinska verser som pryder hennes grav i klosterhallen är en av de mest värdefulla representanterna för den inhemska poesin.
Vid de allierades bombning av Zadar under andra världskriget 1943-1944 skadades klostret och kyrkan svårt och det skulle dröja till den 27 september 1970 innan nunnorna kunde återvända till det då återuppbygga klostret.

### Fotnoter
1. 1 2  Izadar.info Arkiverad 24 januari 2014 hämtat från the Wayback Machine. (engelska)
2. ↑  Timeoutcroatia.com (engelska)
3. ↑  Zadars turistförening (engelska)
4. ↑  Arrivalguides.com (engelska)
5. 1 2 3 4  Zadars turistförening (engelska)
6. ↑  Benediktinska föreningen Arkiverad 9 december 2014 hämtat från the Wayback Machine. (kroatiska)